# Quercus elliptica
Quercus elliptica Née – gatunek roślin z rodziny bukowatych (Fagaceae Dumort.). Występuje naturalnie na obszarze od Meksyku po Nikaraguę. 

## Morfologia
PokrójZimozielone drzewo dorastające do 5–15 m wysokości. Kora ma szarą lub czarną barwę.
LiścieBlaszka liściowa ma kształt od eliptycznego do owalnego. Mierzy 6–15 cm długości oraz 3,5–5 cm szerokości, jest całobrzega, ma nasadę od zaokrąglonej do sercowatej i spiczasty wierzchołek. Ogonek liściowy jest nagi i ma 1–4 mm długości.
OwoceOrzechy zwane żołędziami o jajowatym kształcie, dorastają do 9–16 mm długości i 7–12 mm średnicy. Osadzone są pojedynczo w miseczkach o półkulistym kształcie, które mierzą 4–8 mm długości i 10–18 mm średnicy. Orzechy otulone są w miseczkach do 10–25% ich długości.

## Biologia i ekologia
Rośnie w lasach mieszanych. Występuje na wysokości od 800 do 1000 m n.p.m.